# Smednik
Smednik je naselje v Občini Krško.